# تشوكوبو
تشوكوبو (بالإنجليزية: Chocobo)‏ و (باليابانية: チョコボ) هو نوع خيالي من الطيور الغير الطائرة الموجودة في سلسلة ألعاب فاينل فانتسي، يشبه هذا الطائر النعامة بشكله، ويستطيع اللاعب في اللعبة بالركوب عليه خلال اللعبة، أول ظهور للحيوان كان في لعبة فاينل فانتازي 2.